# Gununga sibaja
Gununga sibaja är en insektsart som beskrevs av Young 1986. Gununga sibaja ingår i släktet Gununga och familjen dvärgstritar. Inga underarter finns listade i Catalogue of Life.